# 중국고랄
중국고랄(Naemorhedus griseus)은 소과 양족에 속하는 우제류(偶蹄類)의 일종이다. 미얀마와 중국, 인도, 태국, 베트남에서 발견되며 라오스에서도 서식하는 것으로 추정하고 있다. 일부 지역에서 과도한 사냥으로 개체수가 줄고 있다. 국제 자연 보전 연맹(IUCN)이 멸종 취약종으로 분류하고 있다.